# AI for Earth
AI for Earth ist ein weltweites Umweltschutzprogramm, welches mit 50 Millionen US-Dollar von Microsoft gesponsert wird. Das Projekt fördert die Benutzung von Künstlicher Intelligenz (KI) um beispielsweise Exemplare einer bestimmten Tierart zu identifizieren oder Plastik zu erkennen. Das Projekt wurde in 2017 gestartet und soll bis 2022 dauern.

## Geschichte
Das Projekt wurde erstmals am 11 Dezember 2017 beim One Planet Summit in Boulogne-Billancourt vorgestellt. Es ist ein Teil des Projekts „AI for Good“, welches KI auf unterschiedlichen Themenbereichen benutzt. Zu diesen gehören Gesundheit, Barrierefreiheit, Humanitäre Hilfe und Kulturgut.
Das Projekt hat ein Budget von 50 Millionen US-Dollar und hat bereits an Hunderte von Projekten Zuschüsse vergeben.

### Planetary Computer
Am 15. April 2020 stellte der Microsoft-Präsident Brad Smith in einem Blogpost sowie einer Videobotschaft Pläne für eine Initiative für den Aufbau eines sogenannten Planetary Computers vor. Der Planetary Computer ist eine öffentliche Plattform die KI verwendet um Daten im Zusammenhang mit Umweltschutz auswertet. Der Planetary Computer soll im Zuge des Projekts „AI for Earth“ Wohltätigkeitsorganisationen beim Schutz der Umwelt helfen. Alle Umweltschutz-Organisationen können daher KI benutzen und müssen keine Zuschüsse beantragen.

## Zuschüsse
Vier Mal im Jahr, Anfang Januar, April, Juli und Oktober, werden alle Applikationen durchgeschaut und bewertet. Erfolgreiche Applikationen können bis zu 100,000 US-Dollar für ihre Projekte beantragen.

### Schwerpunkte
AI for Earth sponsert Projekte in den Bereichen:
- Klima
- Biodiversität
- Landwirtschaft
- Wasser

## Partner (Auswahl)
Jades Jahr vergibt Microsoft Zuschüsse an einer Vielzahl an Organisationen und Projekten. Bisher sind einige ihrer Partner:
- AG-Analytics
- Agrimetrics
- BasinScout Plattform
- Breeze Technologies
- Cloud Agronomics
- Conservation Metrics
- eMammal
- iNaturalist
- NatureServe
- The Ocean Cleanup
- OceanMind
- OOICloud
- SilviaTerra
- SunCulture
- Terrafuse
- Wild Me
- Zamba Cloud
- Zooniverse[4]